# Козярі
Козярі́ — село в Україні, у Скориківській сільській громаді Тернопільського району Тернопільської області. Розташоване на північному сході району. 
До 2015 підпорядковувалося Новосільській сільській раді. 
Населення — 206 осіб (2001).

## Географія
На східній околиці села річка Гниличка впадає у Самчик.

## Історія
Відоме від XVI ст.
Діяли товариства «Просвіта», «Сільський господар», «Союз українок», «Рідна школа».
Від вересня 2015 року ввійшло у склад Новосільської сільської громади. 
12 червня 2020 року, відповідно до розпорядження Кабінету Міністрів України  № 724-р «Про визначення адміністративних центрів та затвердження територій територіальних громад Тернопільської області», село увійшло до складу Скориківської селищної громади.
19 липня 2020 року в результаті адміністративно-територіальної реформи та ліквідації Підволочиського району, село увійшло до складу новоствореного Тернопільського району.

## Пам'ятки

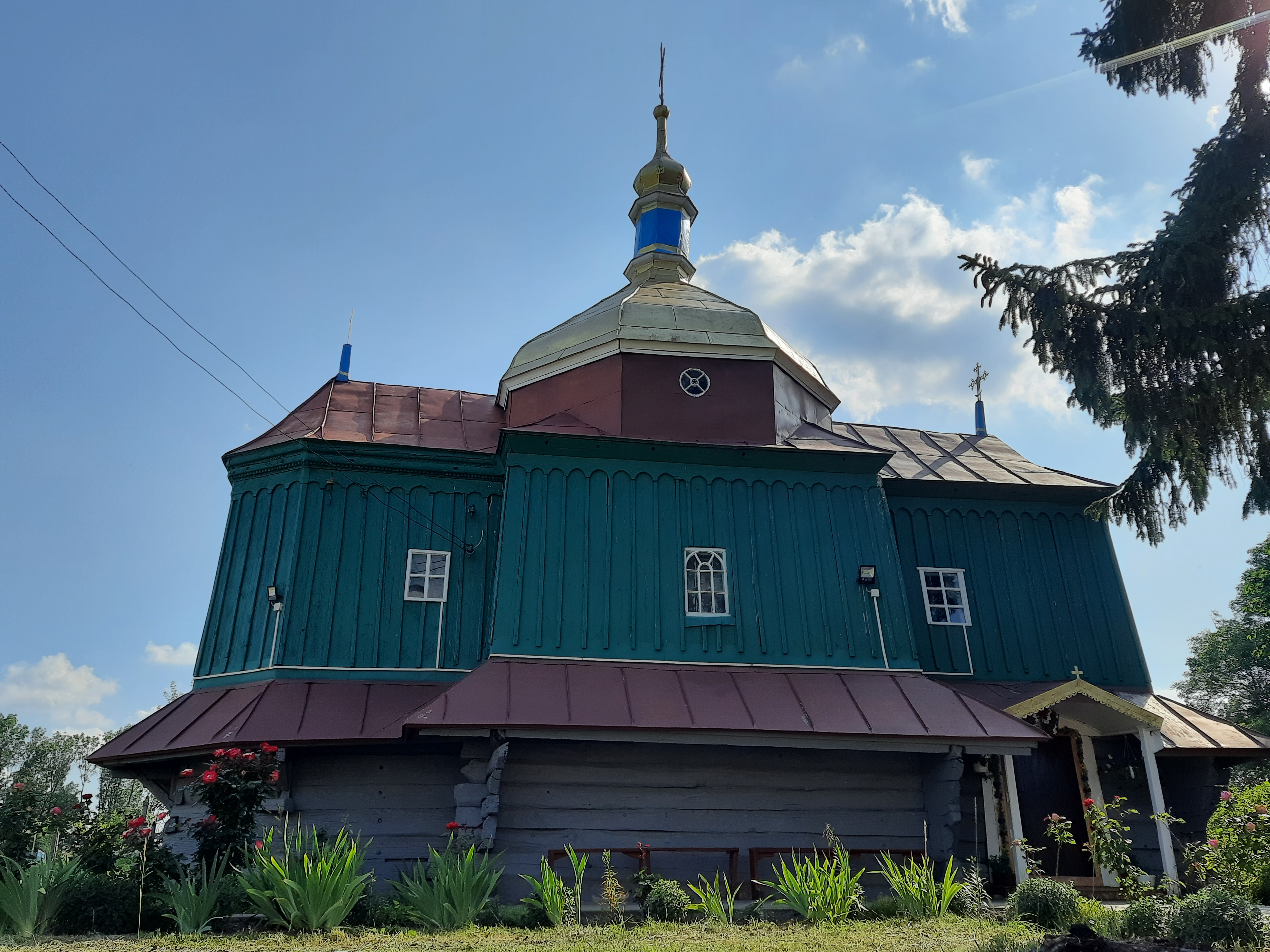
Церква Святого Великомученика Димитрія Солунського

- Церква Святого Великомученика Димитрія Солунського церква святого великомученика Димитрія Солунського (1645, дерев’яна; за переказами, перевезли з Гуцульщини; перебудована у 1775, ПЦУ)
- церква Святого Димитрія (2004; мурована, архітектор І. Чулій; зведена на кошти уродженця села Б. Булеми, УГКЦ).

## Галерея

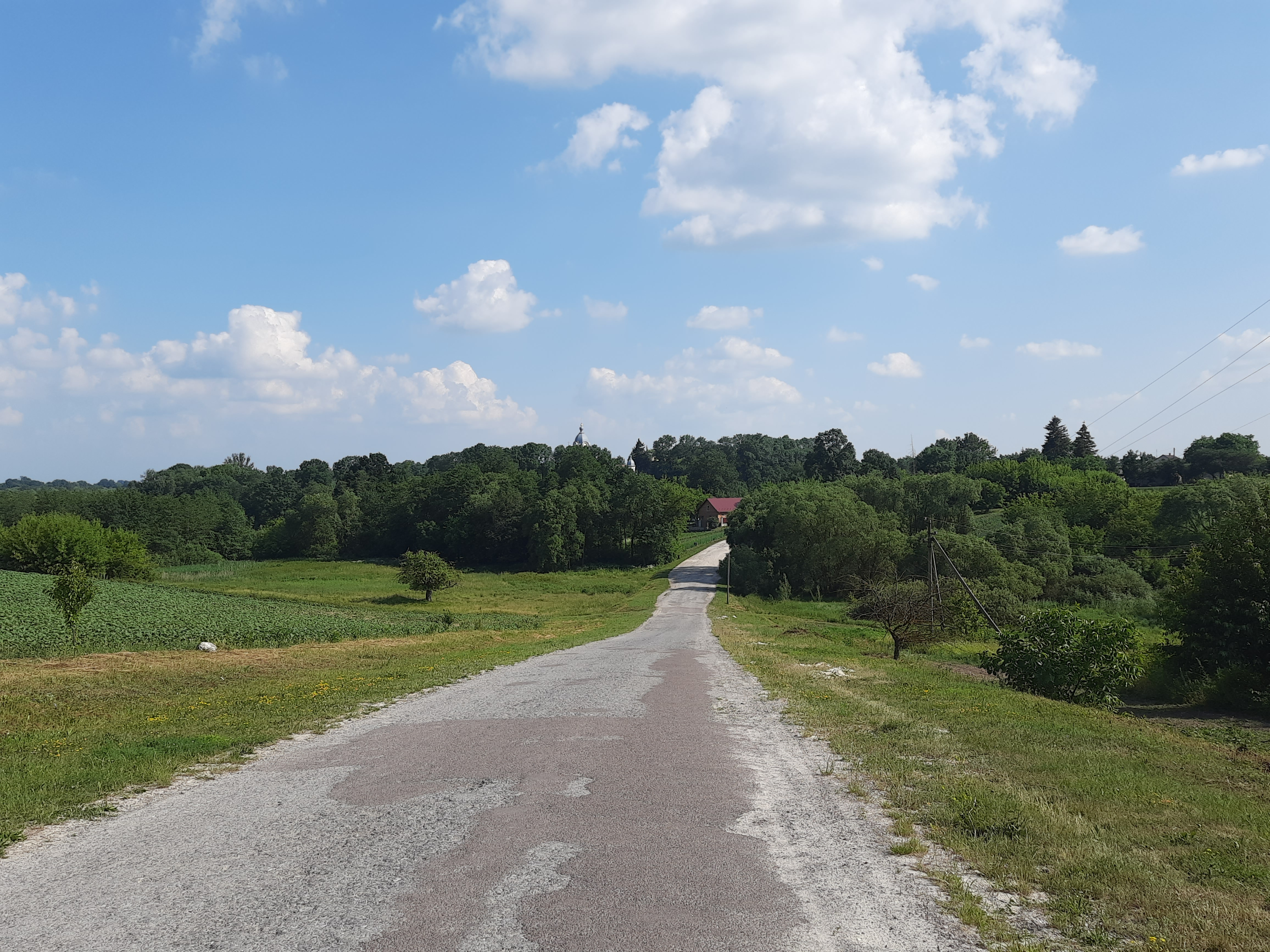
Дорога на село
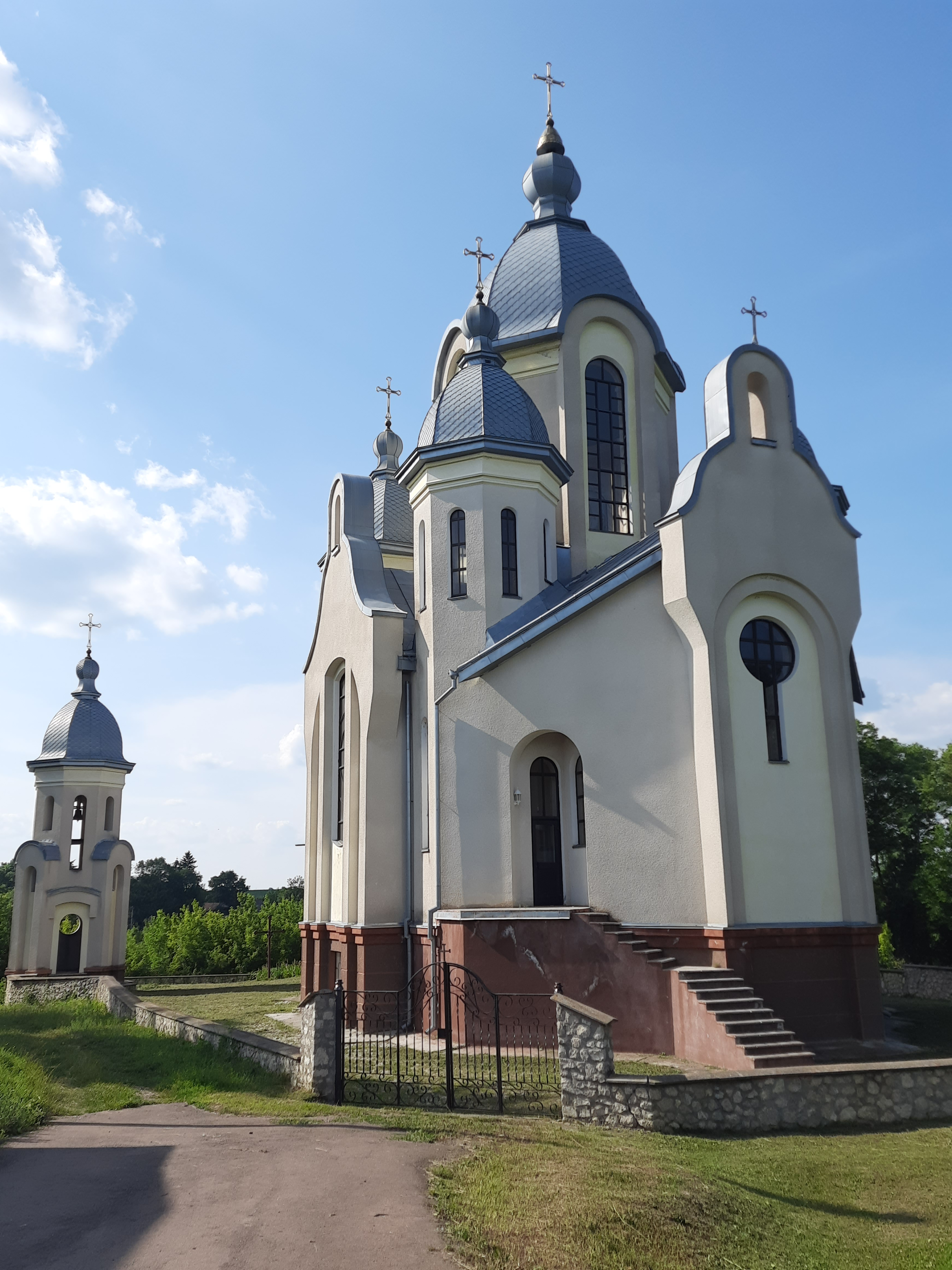
Церква Святого Димитрія (2004р)
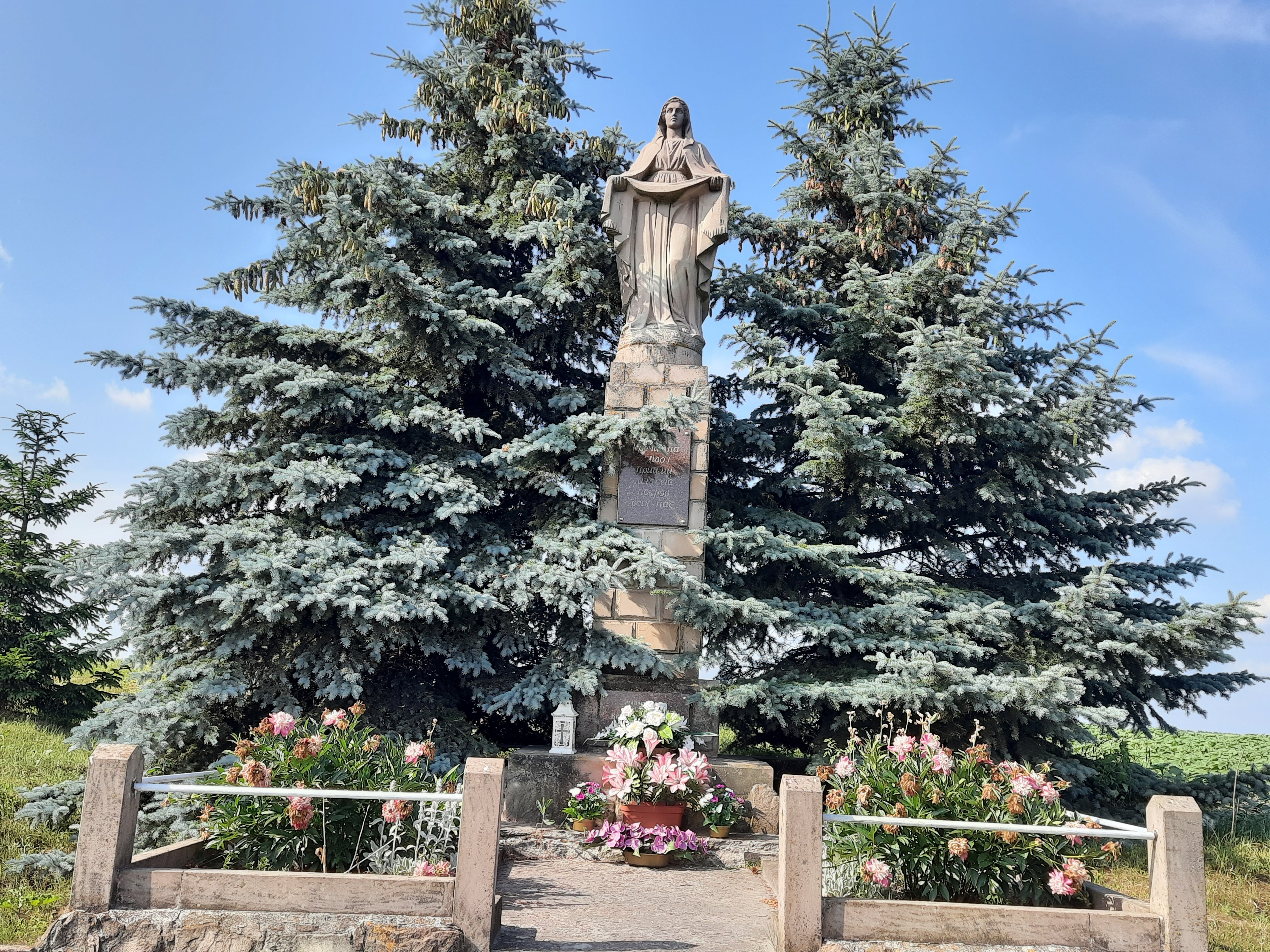
Статуя Божої Матері
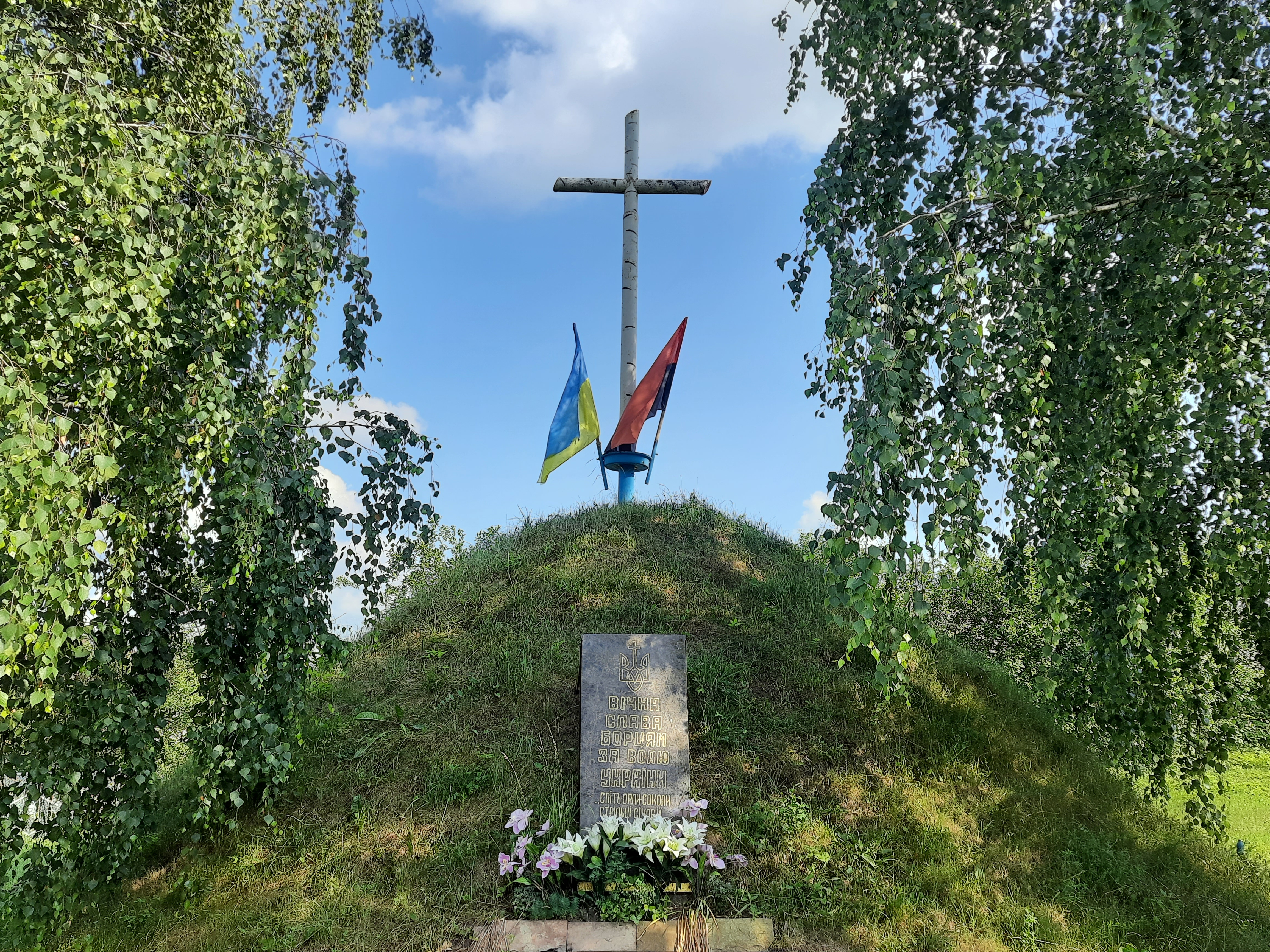
Символічна могила Борцям за волю України